# 24194 Paľuš
(24194) Paľuš, denumire internațională (24194) Palus, este un asteroid din centura principală de asteroizi.

## Descriere
24194 Paľuš este un asteroid din centura principală de asteroizi. A fost descoperit pe 8 decembrie 1999 la Modra de Adrián Galád și Dušan Kalmančok. Asteroidul prezintă o orbită caracterizată de o semiaxă mare de 3,18 ua, o excentricitate de 0,17 și o înclinație de 6,0° în raport cu ecliptica.